# Hoplocrepis albiclavus
Hoplocrepis albiclavus is een vliesvleugelig insect uit de familie Eulophidae. De wetenschappelijke naam is voor het eerst geldig gepubliceerd in 1890 door Ashmead.